# Ebenavia tuelinae
Ebenavia tuelinae — вид геконоподібних ящірок родини геконових (Gekkonidae). Ендемік Коморських Островів. Описаний у 2018 році.

## Поширення і екологія
Ebenavia tuelinae мешкають на островах Великий Комор, Мохелі і Анжуан в архіпелазі Коморських островів. Вони живуть у вологих тропічних лісах, на висоті до 922 м над рівнем моря.

## Збереження
МСОП класифікує цей вид як вразливий. Ebenavia tuelinae є рідкісним видом, якому завгрожує знищення природного середовища і можлива конкуренція з інтродукованими геконами Hemidactylus platycephalus. 